# Teckomatorp
Teckomatorp ist ein Ort (tätort) in der Gemeinde Svalöv der schwedischen Provinz Skåne län.
In Teckomatorp befand sich bis 1979 eine Fabrik der damaligen BT Kemi, eines Herstellers von Chemieprodukten, der 1976 einen der größten Umweltskandale in Schweden auslöste. Das Unternehmen hatte Fässer mit Produktionsabfällen im naheliegenden Erdboden verstecken lassen. Die langwierige Sanierung des Geländes sollte bis 2020 abgeschlossen sein.

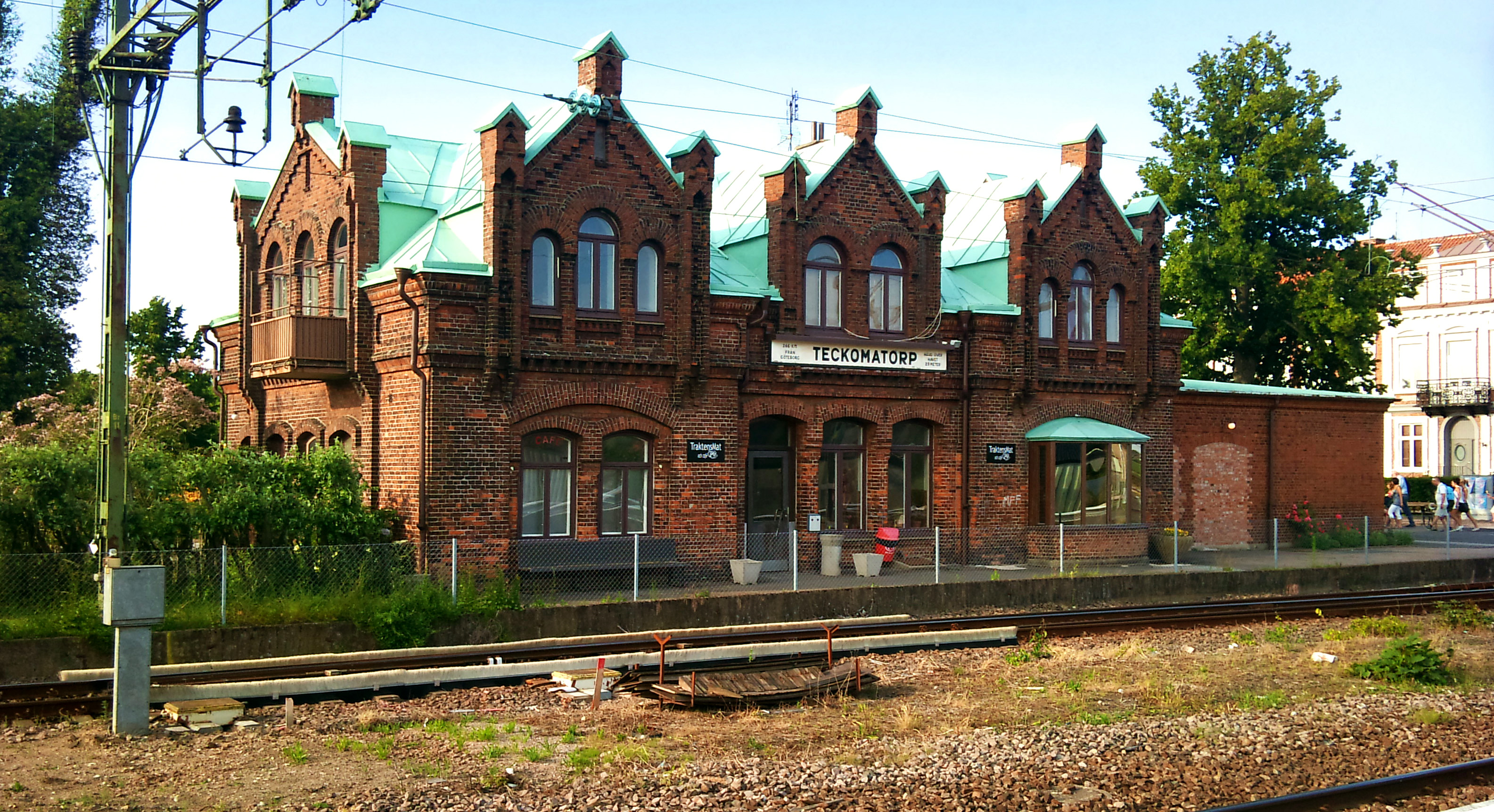
Bahnhof Teckomatorp
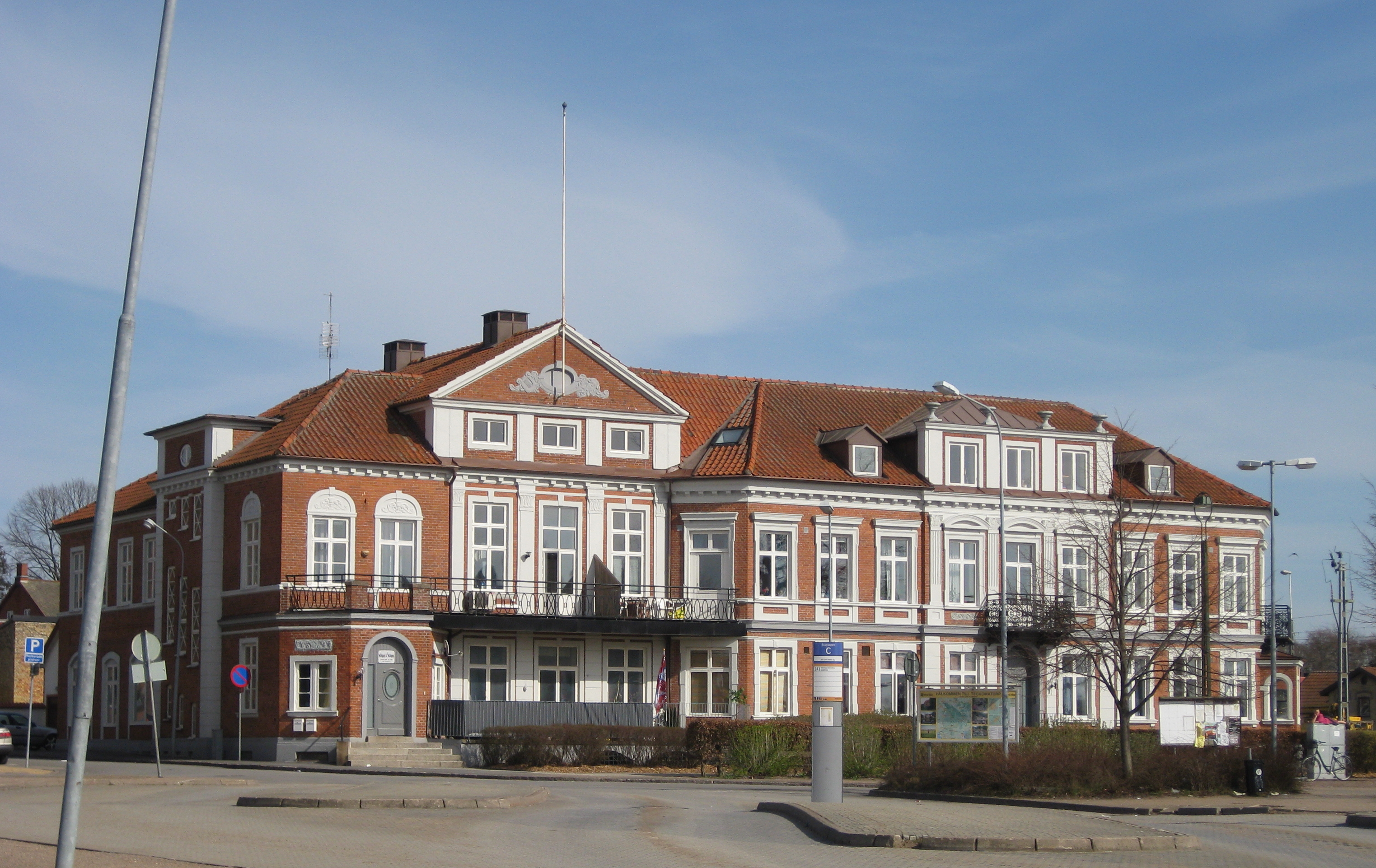
Ehemaliges Järnvägshotellet („Eisenbahnhotel“)
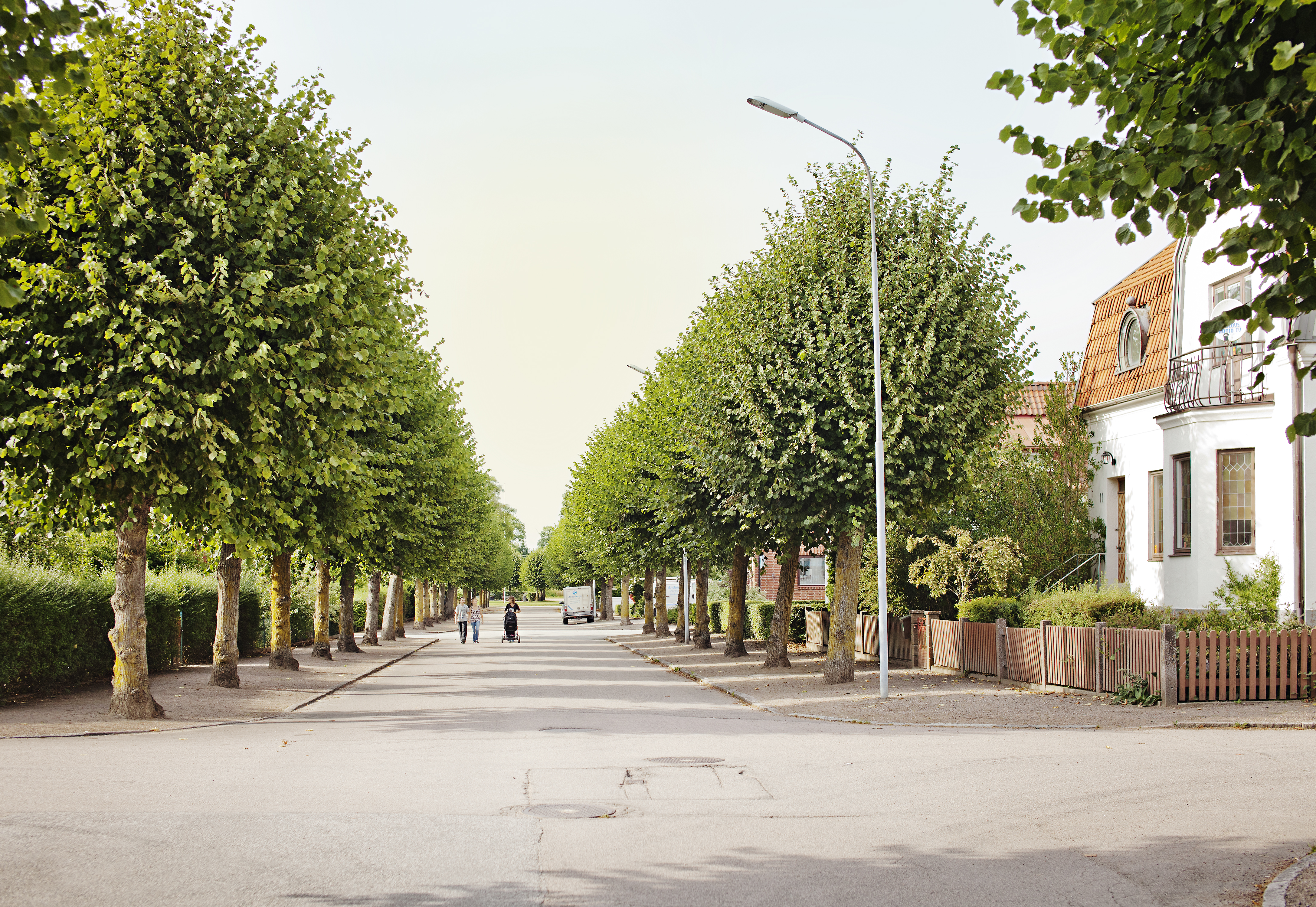
Straße in Teckomatorp
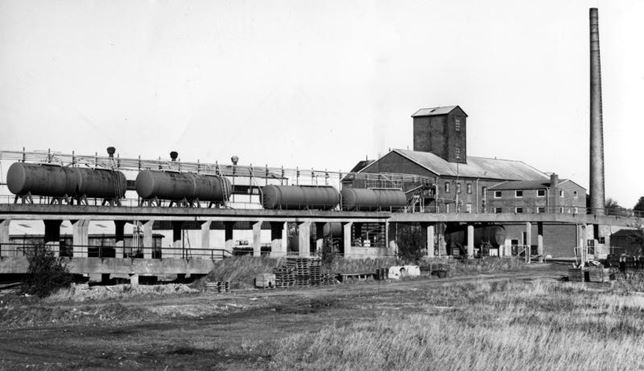
Chemiefabrik in Teckomatorp (1967)

## Söhne und Töchter des Ortes
- Jalmar Sjöberg (* 1985), Ringer